# Cheiracanthium insulare (Koch)
Cheiracanthium insulare is een spinnensoort uit de familie Cheiracanthiidae.
De wetenschappelijke naam van de soort werd in 1866 gepubliceerd door Ludwig Carl Christian Koch. In 1863 had Auguste Vinson al de naam Clubiona insularis gepubliceerd voor een andere spin. Als beide soorten in het geslacht Cheiracanthium worden geplaatst, zoals gedaan is door Ledoux in 2004, dan is voor de naam van Koch een nomen novum noodzakelijk.

## Voorkomen
De soort komt voor in Samoa.